# Энеев, Тимур Магометович
Тиму́р Магометович Эне́ев  (карач.-балк. Энейланы Магомедни жашы Темир; 23 сентября 1924, Грозный — 8 сентября 2019, Москва) — советский и российский учёный, доктор физико-математических наук (1959), академик РАН (1992), автор фундаментальных трудов в области теоретической и прикладной космонавтики и космогонии. Лауреат Ленинской премии (1957).

## Биография
Тимур Магометович Энеев родился 23 сентября 1924 года в городе Грозный. Его отец, Магомед Энеев, балкарский коммунист, был активным участником строительства Советской власти на Северном Кавказе, занимал должности заместителя председателя и ответственного секретаря Северо-Кавказского краевого национального Совета. Он назвал сына Темир — в переводе с балкарского: «железо».
Отец трагически погиб, застрелившись в 1928 году, и Тимура воспитала мать, Евгения Петровна (урожденная Фёдорова), экономист по профессии. Случайно, ещё школьником, увидев книгу Циолковского, Тимур заинтересовался космонавтикой, полюбил посещать планетарий.
Когда началась Великая Отечественная война, Тимур поступил работать на военный завод. В результате несчастного случая на производстве — неисправный станок, затянув в себя, искромсал руку — правую руку пришлось ампутировать почти по самое плечо из-за начавшейся гангрены.
В 1943 году Энеев поступил на механико-математический факультет МГУ и стал принимать участие в работе семинара А. А. Космодемьянского «Механика тел с переменной массой», на котором изучалась механика ракетного полёта. Познакомился с будущим академиком Д. Е. Охоцимским, тогда их связала многолетняя дружба и совместная работа. Молодые энтузиасты были увлечены не только новизной научных и технических задач, но и мечтами К. Э. Циолковского об освоении космического пространства как о рывке человечества в новое измерение. Первая серьёзная научная работа Энеева была выполнена, когда он был студентом 3 курса. Она была опубликована в закрытом журнале комитета № 2 при Совете Министров СССР, который занимался ракетной техникой. В 1948 году Энеев окончил университет, защитив диплом на тему «Программное управление ракеты в атмосфере», и поступил в аспирантуру НИИ Механики МГУ. По совместительству работал в Математическом институте АН СССР им. В. А. Стеклова.
В 1951 году, после успешного окончания аспирантуры, Энеев поступил на работу в Математический институт АН СССР им. В. А. Стеклова, в отдел прикладной математики, которым руководил Мстислав Всеволодович Келдыш, будущий президент Академии наук СССР. В дальнейшем отдел М. В. Келдыша был преобразован в Институт прикладной математики АН СССР, который носит теперь его имя. Энеев работал в этом институте в должности заведующего сектором в отделе № 5. Этим отделом руководил Д. Е. Охоцимский. Энеев являлся главным редактором журнала «Космические исследования», был членом многих научных советов и редколлегий ряда научных журналов.

## Научная деятельность

### Космонавтика
Работая в тесном контакте с ОКБ-1 С. П. Королёва, Келдыш привлекал своих молодых сотрудников к решению ключевых задач новой науки космонавтики. В 1951 году Энеев занимался задачей управления ориентацией многоступенчатой ракеты; результаты её решения были впоследствии использованы при запуске первого искусственного спутника Земли. 

Запуск первого искусственного спутника Земли – 4 октября 1957 года – начало космической эры человечества. Обстоятельства этого события и отклик на него в стране и в мире восторженный. Исследование Т. М. Энеевым и его товарищем и другом Д. Е. Охоцимским оптимальных программ управления направлением и величиной тяги ракеты сыграло в этом выдающемся достижении важную роль. Применение их позволяло увеличить полезный вес, выводимый ракетой Р7, на 10% и вывести спутник на орбиту— 
Была также решена задача об эволюции орбиты спутника, движущегося в верхних слоях атмосферы. Расчёты Энеева показали, что перегрузки и высокая температура при баллистическом спуске не угрожают безопасности космонавта, если спускаемый аппарат будет в форме сферы. Поэтому именно такая форма спускаемого аппарата была выбрана для первого полёта человека — Ю. А. Гагарина — в космос. Под его руководством были разработаны методы расчёта орбит спутников по данным траекторных измерений. Энеев разработал схему разгона межпланетных космических аппаратов с промежуточной орбиты искусственного спутника Земли, которая стала общепринятой. Позже Энеев также исследовал перспективы дальних межпланетных полётов с использованием электроракетных двигателей.

### Космогония
В 1970-е годы Энеев начал исследовать формирование крупномасштабных структур во вселенной путём прямого компьютерного моделирования движения больших ансамблей частиц. Было показано, что при пролетании массивного тела мимо дискообразного облака частиц образуются спиралевидные структуры, типичные для многих галактик. В развитие идей О. Ю. Шмидта, Энеев изучал процесс образования планет Солнечной системы как эволюцию облака частиц, обращающихся вокруг гравитирующего центра и способных слипаться. При помощи этой модели, простой в своих основных предпосылках, оказалось возможным воспроизвести не только соотношение между массами и радиусами обращения планет Солнечной системы, но и направления вращения планет вокруг собственной оси.
В связи с проблемой астероидной опасности Энеев изучал проблемы миграции малых тел из отдалённых областей Солнечной системы в окрестность нашей планеты.

### Молекулярная биология
Интерес Энеева к структуризации биологических макромолекул связан с вопросом о возникновении жизни. Энеев разработал последовательный метод математического моделирования процесса структуризации, который позволил значительно повысить качество предсказания вторичной и третичной структур макромолекул.

## Общественная деятельность
В 1970-е годы Энеев внёс значительный вклад в борьбу против проекта поворота течения северных рек на юг — плана грозившего, по мнению многих учёных, весьма серьёзными экологическими последствиями. Он также участвовал в общественной кампании против загрязнения озера Байкал промышленными отходами. С начала 1990-х годов Энеев включился в общественное движение в поддержку духовного возрождения общества на основе православия. После известного обращения 10 академиков 22 июля 2007 года, направленного против усиления влияния церкви, он обратился 22 октября 2007 года с ответным открытым письмом (вместе с членкорами Г. В. Мальцевым, Ф. Ф. Кузнецовым и академиками РАН Г. А. Заварзиным и Г. С. Голицыным), в котором они, в частности, выступают за преподавание религии в школах и за официальное признание научных степеней по богословию. Энеев участвовал в работе семинара «Наука и вера» в Православном Свято-Тихоновском гуманитарном университете.
Умер в 2019 году. Похоронен на Хованском кладбище.

## Учёные степени и звания
- Доктор физико-математических наук с 1959 года (степень присуждена без защиты диссертации)[7]
- Российская академия наук — член-корреспондент с 1968 года (тогда Академии наук СССР), академик РАН с 1992 года[7]

## Награды и премии
- Ленинская премия (1957 год)[7]
- Орден Ленина (1961 год)[7]
- Орден Трудового Красного Знамени (1956 год, 1975 год)[7]
- Орден Октябрьской Революции (1984 год)[7]
- Орден Почёта (2005 год)[18]
- Малая планета, открытая 27 сентября 1978 г. астрономом Л. И. Черных в Крымской астрофизической обсерватории, 2 сентября 2001 года была названа 5711 Eneev в его честь[19]
- Премия имени Ф. А. Цандера РАН (1992 год) — за цикл работ по теории движения и управления полётом ракет и космических аппаратов[20]
- Демидовская премия (2006 год) — за выдающийся вклад в прикладную математику и механику, включая небесную механику и космонавтику[21]
- Золотая медаль имени М. В. Келдыша (2011 год) — за цикл работ по механике и управлению движением[22]